# 华夏
華夏，意思與中華相等，最初是指史前在黃河流域中下游一带分佈的若干部落或政治共同體所組成的華夏人群，被后世视为漢文化及中华文明的起源之一。根據《史记·五帝本纪》载，五帝中的首位是黄帝，后来的人称黄帝为漢族的始祖。黃帝之後，最著名的有唐堯、虞舜、夏禹等人。禹是夏氏部落之領袖，姒姓，又稱夏禹、大禹。夏禹治水有功，繼位於舜當了中原各部落之共主，成為華人的第一個君主制世袭王朝（家天下之始），也就是夏朝。
夏朝在上古為中央大國，但“夏人”一般是指夏朝遺民。而“華夏”僅為漢朝之前的代名詞。孔颖达《春秋左傳正義》：“中國有禮儀之大，故稱夏；有服章之美，謂之華。”意即因中國是禮儀之邦，故稱“夏”，“夏”有高雅的意思；中國人的服飾很美，故作“華”，漢代之後，久而久之“华夏”便成了漢族的代稱及中國的代稱。

## 先秦時代「華夏」的含義
目前中國可信文獻中，最早出現華夏二字並稱的，是《書經·周書·武成》：“华夏蛮貊，罔不率俾”，《偽孔傳》将其解释为“冕服采装曰华，大国曰夏”。《左傳·定公十年》“裔不謀夏，夷不亂華”。《春秋左傳正義》：“中國有禮儀之大，故稱夏；有服章之美，謂之華。”意即因周朝是禮儀之邦，故稱“夏”，“夏”有高雅的意思；周朝人的服飾很美，故作“華”。

在先秦時代，華夏僅為周朝的代稱，同時凡遵周禮、守义之諸侯國人，也稱為華人、夏人，通稱為諸華、諸夏，不遵守周禮、不尊重周天子、非周天子「母弟甥舅」的諸侯國則被視為「蠻夷戎狄」，縱使是周王族的吳國，不守周禮及稱王的舉動，一樣被視為「蠻夷戎狄」。
比如作为轩辕黄帝后裔的郯国，时而被视为“中国”，时而被视为“四夷”；同是轩辕黄帝后裔的莒国、邾国，被魯國視為「蠻夷」，而同是周王族後裔的晉國被魯國視為「兄弟」。
先秦古籍中將“華”、“夏”作為中原，“夷”、“裔”作為四方，相對而言。與「四夷」、「四裔」對稱，華夏又稱中華、中夏、中土、中國。一些歷史學家認為華、夏兩字上古同音，本一字。《左傳》“裔不謀夏，夷不亂華”一語，華、夏同義反覆，華即是夏。
在漢族誕生之後，“华夏”便成為了漢族的代名词。
| 先秦部落名   |
| ------------ |
| 先夏         |
| 戎狄         |
| 東夷         |
| 百越         |
| 荊楚（三苗） |

## 備註
1. ↑  在《漢族民間信仰特質的人類學分析》一文表示漢族族源主要有炎黃集團、東夷集團、百越集團、三苗集團、戎狄集團。
2. ↑  依《细讲中国历史丛书·夏》第一章明言夏人商人周人三者「是由氏族、部落、部落聯盟形成發展而來的宗族」，又據《中國傳統「族群觀」與先秦文獻「族」字使用淺析》一文分析，在《尚書》代表的周代以前的文獻中，「夏」並不是代表中原文明人群的泛指，而「夷」字也尚未成為「蠻夷」的泛指，當時「夷夏之辨」並沒有成為普遍的觀念。而周代的「夷夏之辨」乃是根據文化傳統把「天下」的人群分做兩大類的區分，而不是一個「多種類」（甲族、乙族、丙族等）平行並存的分類框架，若以中原地區為文化中心來看，「夷夏之辨」表現的僅僅是「教化之內」和「教化之外」的區別，並不是什麼依據血緣、體質、語言的差別而固定不變的「民族」差別。故夏人商人周人三者皆非民族，而是部落或部族。又據《農業類型的演變與戎狄族群的興起》指出「晚商以前北方地區皆為華夏族群的活動地域，所謂『戎狄』族群應當是下一歷史階段裡從華夏族群中分裂出去的一部分，因此，華夏與戎狄在血緣上本亦同源。」林沄《戎狄非胡論》亦指出戎狄群體與後世胡人各民族並沒有任何關係。
3. ↑  在此并不包括雒越及西甌。
4. ↑  百越并不符合民族擁有「共同祖先所連結起來的共同體」的定義，其後裔族群的祖先不同，有大禹（漢族）、雄王（京族）、布洛陀（壯族）、袍隆扣（黎族）等等，又據《中国传统“族群观”与先秦文献“族”字使用浅析》一文分析，在《尚书》代表的周代以前的文献中，“夏”并不是代表中原文明人群的泛指，而“夷”字也尚未成为“蛮夷”的泛指，當時“夷夏之辨”并没有成为普遍的观念。而周代的“夷夏之辨”乃是根据文化传统把“天下”的人群分做两大类的区分，而不是一个“多种类”（甲族、乙族、丙族等）平行并存的分类框架。若以中原地区为文化中心来看，“夷夏之辨”表现的仅仅是“教化之内”和“教化之外”的区别，并不是什么依据血缘、体质、语言的差别而固定不变的“民族”差别。
5. ↑  即屈家嶺文化，一般稱為「三苗」或「楚蠻」，《早期中国文明:江汉文化与荆楚文明》認為「三苗」是虛無縹緲的存在，應改稱為「炎帝祝融文化」。